# Rio Macambira (periodiskt vattendrag)
Rio Macambira är ett periodiskt vattendrag i Brasilien. Det ligger i den östra delen av landet, 1 400 km nordost om huvudstaden Brasília.
Omgivningarna runt Rio Macambira är huvudsakligen savann. Runt Rio Macambira är det mycket glesbefolkat, med 2 invånare per kvadratkilometer.